# Юкагири
Юкагири — корінний народ Східного Сибіру. Самоназва — одул, вадул («могутній», «сильний»).
Застаріла російська назва — омоки. Чукчі і коряки називали юкагирів етел, етал. Окремі юкагирські роди або племена відомі під назвами чуванці, одули, ходинці, анаули, ілконбей, когіме. Етнонім «юкагири» ймовірно евенкійського походження.

## Чисельність і розселення
До часу появи росіян юкагири займали територію від Індигірки до Анадиру і налічували за різними оцінками від 4 до 9 тис. чоловік. Військові зіткнення з чукчами, евенами та іншими сусідніми племенами, спустошливі епідемії і асимілятивні процеси призвели до змін у розселенні і чисельності.
Нині юкагири відносно компактно живуть на території трьох суб'єктів Росії: в Якутії (Нижньоколимський, Аллаїховський і Верхньоколимський улуси), Магаданській області (Середньоканський район) і Чукотському автономному окрузі (Анадирський і Білібінський райони).
Чисельність юкагирів у Російській імперії/СРСР/Росії (без чуванців)

## Антропологічна характеристика
Антропологічно юкагири відносяться до байкальського антропологічного типу північноазійської раси.
В даний час в антропологічному типі юкагирів виявлено європеоїдне зрушення в порівнянні з іншими байкальськими популяціями. Юкагири по ряду ознак потрапляють в самий центр уральських груп (мансі, ненці, ханти), але мають по відношенню до них найбільший ступінь вираженості монголоїдного комплексу, що, як і дані мови, свідчить про колишню урало-юкагирську єдність.

## Галерея

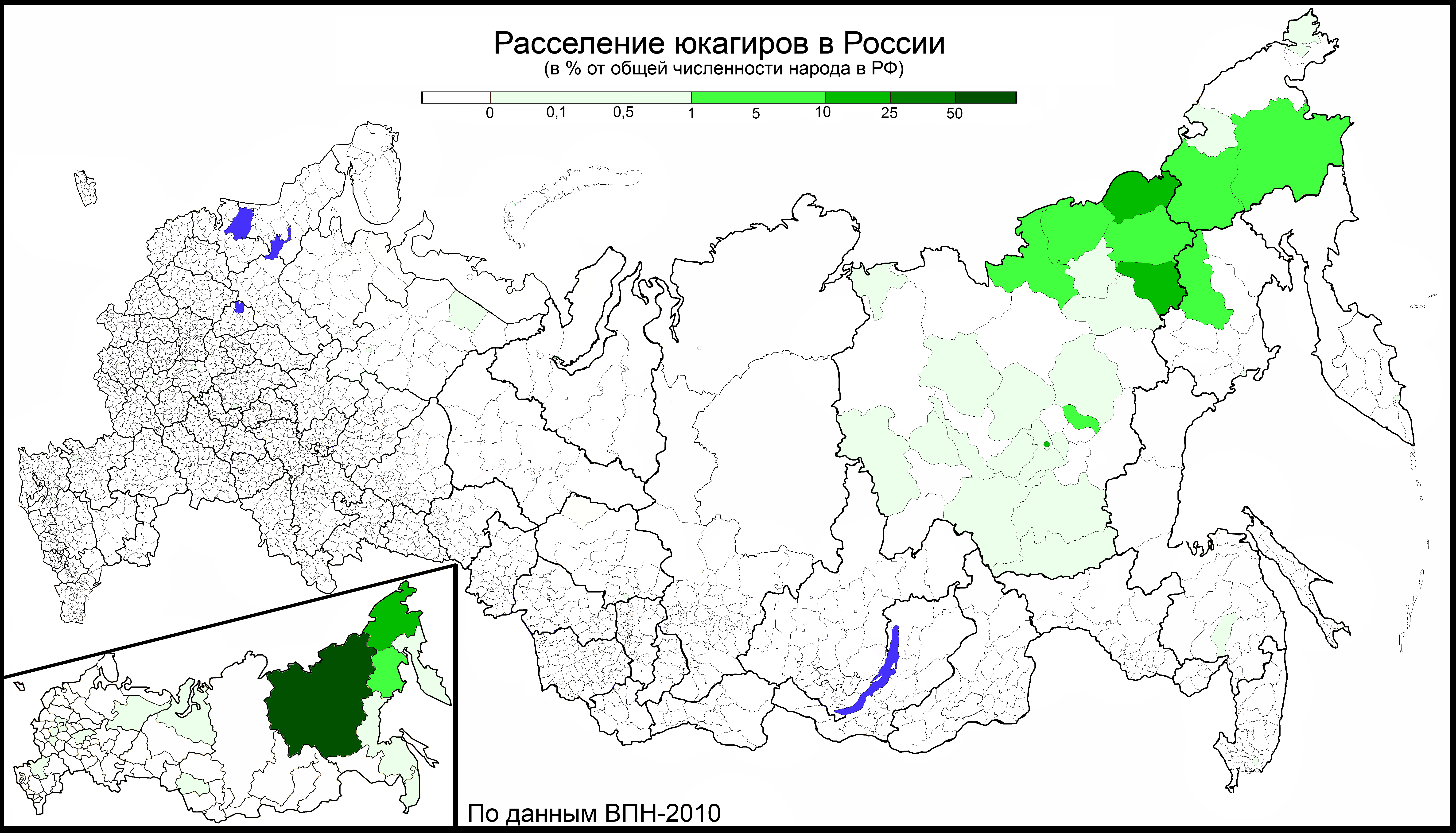
Частка юкагирського населення району у загальній чисельності юкагирів в РФ
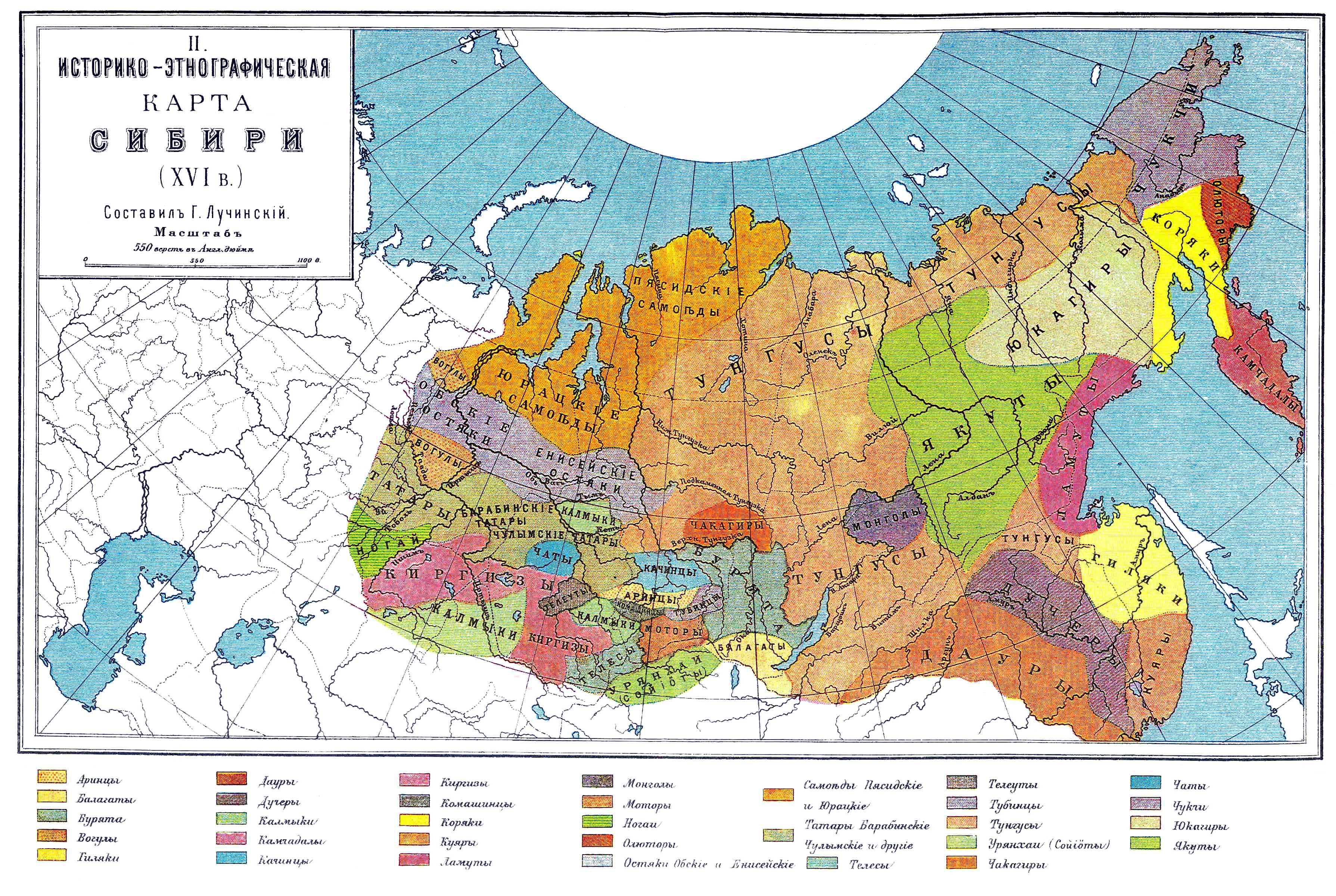
Територія розселення юкагирів на етнічній мапі Сибіру в XVI ст. до експансії Російської держави. Карта бл. 1900 р.
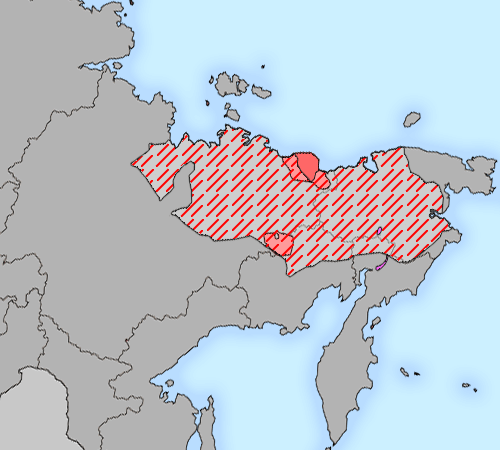
Історичне та сучасне розселення юкагирів
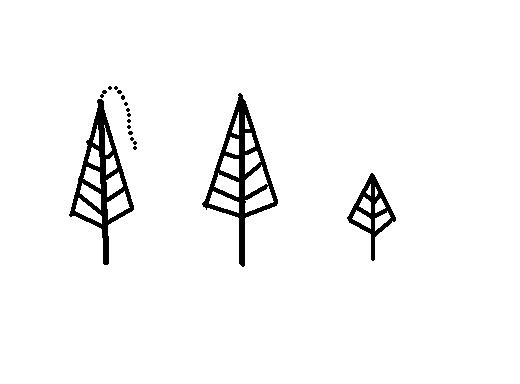
Юкагирська піктографічна писемність